# Benedek Dezső (nyelvész)
Benedek Dezső (Kolozsvár, 1950. május 14. –) amerikai magyar nyelvész, antropológus, egyetemi tanár.

## Életpályája
Középiskolai tanulmányait a kolozsvári 11-es számú Középiskolában kezdte, de tizenhét évesen eltávolították az iskolából, mert szót emelt annak elrománosítása ellen. A város egy másik iskolájában érettségizett, majd 1973-ban angol-német szakos diplomát szerzett a Babeș–Bolyai Tudományegyetemen. 1971 és 1978 között japán nyelvet tanított Kolozsváron. 
1978-ban emigrált az Amerikai Egyesült Államokba. 1987-ben doktori címet szerzett a Pennsylvaniai Állami Egyetemen irodalom és kulturális antropológia szakon. Ugyancsak ezen az egyetemen dolgozott és tanított 1987-ig. 1988-tól a Georgiai Állami Egyetem oktatója, 1991-től egyetemi tanára.
Többször volt vendégtanár a világ különböző egyetemein, köztük Kolozsváron is.
A Tajvan délkeleti partvidékén található Orchideák Szigetén négy éven át vizsgálta a ősközösségi körülmények között élő jami törzs életét.
Több kitüntetés és díj tulajdonosa.

## Könyvei
- The Story of Simina Vuhang: A Stone Age Odyssey. A book on the history of development of human consciousness, based on narratives of the Yami of Irala, Orchid Island, of Taiwan, The Republic of China. Akaprint LTD. Printers for the Hungarian Academy of Sciences. 2011, Budapest. 459 pp.
- First Step in Korean. A Korean language manual. Babeș–Bolyai University, The Cluj University Press. 1999 (társszerzővel)
- Second Step in Korean. A Korean language manual, Babeș–Bolyai University, The Cluj University Press. 1999 (társszerzővel)
- First Step in Japanese. A Japanese language manual. Babeș–Bolyai niversity, The Cluj University Press. 1999 (társszerzővel)
- Second Step in Japanese. A Japanese language manual. Babeș–Bolyai University, The Cluj University Press. 1999 (társszerzővel)
- Ghosts, Vampires and Werewolves: Eerie Tales from Transylvania. New York: Orchard Books Publishing Company, 1994 (társszerzővel)
- The Song of the Ancestors: A Comparative Study of Bashiic Folklore. Nan Tien, Southern Materials Center Inc. 1991, Taipei, ROC, 635 pp.

## Fordításkötetei
- Téli Napló. Winter Diary: Poems. Bari Károly (társszerzők: Farkas Endre és Schiff Laura. Mercury House, San Francisco, 1997
- Gypsy Folklore of Hungary and Romania. VTCD Videoton. Corp. & Pauker Press, Budapest, 1999

## Kitüntetései
- „Multimédia az oktatásban gyűrű – életmű díj". Neumann János Számítógép-tudományi Társaság, Budapest. 2013.